# Olsen-banden Junior
Olsen-banden Junior er en dansk film fra 2001, instrueret af Peter Flinth efter manuskript af Anne-Marie Olesen, Lars Mering og Nikolaj Scherfig. Filmen er en prequel til den danske filmserie Olsen-banden, som den handler om en børneversion af, og er en "kopi" af konceptet fra den svenske Lilla Jönssonligan. Filmen er også en efterfølger til tv-julekalenderen Olsen-bandens første kup fra 1999.
Den havde premiere den 14. december 2001. Filmen var en moderat succes i forhold til den oprindelige serie og de svenske og norske forbilleder.

## Handling
Egon Olsen lever på et børnehjem i år 1958. Han har en plan om hvordan han kommer væk derfra: han vil adopteres af en rig familie. Benny og Kjeld er begejstrede, men ligesom i næsten enhver anden Olsen-banden-film kommer der forhindringer i vejen.
Egons nye forældre kører ham ud til en raketfabrik og vil sende ham ud i rummet som det første menneske. Før russerne og amerikanerne skulle Danmark indgå i historien som rumfartsnation. Benny og Kjeld kan derefter befri Egon.

## Medvirkende
- Aksel Leth – Egon
- Christian Stoltenberg – Benny
- Jacob A. Bernit – Kjeld
- Signe Lerche – Yvonne
- Sebastian Jessen – Kenneth
- Jesper Langberg – Hallandsen
- Ellen Hillingsø – Dr. Rakowski
- Claus Ryskjær – forstander på børnehjemmet
- Ole Thestrup – major Schröder
- Claus Bue – kriminalassistent Jensen
- Henrik Lykkegaard – Holm
- Lasse Lunderskov − Skraldemand
- Nis Bank-Mikkelsen − Bestyrelsesformand
- Olaf Nielsen − Billetmand i Rundetårn
- Henning Sprogøe – Egons far
- Henrik Prip − Antonsen
- Kristian Halken − Portvagt

## Priser
Instruktøren Peter Flinth blev i 2002 nomineret til en pris på den finske filmfestival Oulun kansainvälinen lastenelokuvien festivaali.

## Andre udgaver
- I Sverige blev der lavet en lille filmserie med Jönssonligan (den svenske udgave af Olsen-banden) om deres tid som børn. Det startede med filmen Lilla Jönssonligan och cornflakeskuppen fra 1996, som blev efterfulgt af Lilla Jönssonligan på styva linan (1997), Lilla Jönssonligan på kollo (2004) og Lilla Jönssonligan & stjärnkuppen (2006). De tre første film foregår i 1950'erne, mens den sidste film foregår i nutiden.
- I Norge er der blevet lavet en hel filmserie med den norske version af Olsen-banden, hvor de optræder som børn. Alle film er med egne norske manuskripter. Den første film i serien var Olsenbanden jr. går under vann fra 2003, som derefter blev efterfulgt af Olsenbanden jr. på Rocker'n (2004), Olsenbanden jr. på Cirkus (2005), Olsenbanden jr. – Sølvgruvens hemmelighet (2007), Olsenbanden jr. Det sorte gullet (2009) og Olsenbanden jr. – Mestertyvens skatt (2010). Filmene foregår i starten af 1960'erne.

### Filmene om Olsenbanden Junior
- 2010 Olsenbanden jr. Mestertyvens skatt
- 2009 Olsenbanden jr. Det sorte gullet
- 2007 Olsenbanden jr. Sølvgruvens hemmelighet
- 2006 Olsenbanden jr. på Cirkus
- 2004 Olsenbanden jr. på Rocker'n
- 2003 Olsenbanden jr. går under vann
- 2001 Olsenbandens første kupp (24 dele på TV)

- Egon Olsen bliver spillet af Aksel Støren Aschjem, Ola Isaac Høgåsen Mæhlen, Oskar Øiestad og Thomas Stene-Johansen.
- Benny Frandsen bliver spillet af Lars Berteig Andersen, Ole Martin Wølner og Fridtjof Tangen.
- Kjeld Jensen bliver spillet af Thomas Engeset, Robert Opsahl og Jonas Hoff Oftebro.
- Dynamit-Harry bliver spillet af Jakob Schøyen Andersen, Jacob Beranek Hvattum og Petter Westlund.
- Yvonne bliver spillet af Julia Charlotte Geitvik, Maren Eikli Hiorth og Lina Sørlie.

## Bemærkelsesværdigt
- Egons far spilles af Henning Sprogøe, hvis far Ove Sprogøe spillede rollen som Egon Olsen i de 14 Olsen-banden-film.
- Manuskriptforfatteren til Olsen-banden-filmene, Henning Bahs, har en kort optræden som teknisk medarbejder på raketfabrikken. Han døde i marts 2002, tre måneder efter filmens premiere.
- Nogle skuespillere fra de rigtige Olsen-banden-film medvirker i denne film, f.eks. Jesper Langberg (Mortensen, Olsen-bandens store kup/nr. 4), Claus Ryskjær (Georg, Olsen-banden deruda'/nr. 9) og Henrik Lykkegaard (sikkerhedsvagt, Olsen-bandens sidste stik/nr. 14).
- Mathias Sprogøe Fletting, søn af Henning Sprogøe, spiller en af drengene på børnehjemmet.
- Øreringene, som Kjeld forærer Yvonne i slutningen af filmen, bærer den voksne Yvonne (Kirsten Walther) i mange Olsen-banden-film.